# Jacques Raes
Pour les articles homonymes, voir Raes.
Jacques Raes, né le 19 mai 1958 à Charleroi, est un auteur de bande dessinée belge francophone. Connu pour ses bandes dessinées en wallon dont sa série Coquia èyèt Mésse Coq (wa) et ses scénarios pour la série Jess Long d'Arthur Piroton.

## Biographie
Jacques Raes naît le 19 mai 1958 à Charleroi. Il accomplit ses études primaires et secondaires dans sa ville natale. Vers le milieu des années 1970, il suit les cours de bande dessinée de Vittorio Leonardo à Châtelet, donnés en horaire décalé. Par l'entremise du même, il entre en contact avec Arthur Piroton, à la suite de la mort de Maurice Tillieux, qu'il admirait, en 1978. Il travaille sur des ébauches de scénarios pour la série  Jess Long dont les cases sont storyboardées. La première collaboration intitulée : Le Noël des amoureux, est publiée dans le Spirou spécial Noël de 1978. Elle sera suivie des courts récits : L'Intimidation, Double jeu, Le Sang des autres et Alaska Gold. Les récits sont collectés en albums aux éditions Dupuis. La mort de Piroton met fin à cette collaboration.

### Auteur régional
Pour la Ville de Charleroi, le coq Charly, voit le jour sous sa plume, pour l'émission de télévision Jeux sans frontières en 1980. Il écrit le scénario et dessine l'album Charleroi, une ville au carrefour de l'histoire dont les textes sont de Bernard Parée et Pierre Burssens, mis en couleur par Annie Seron et publié par Willy Seron en 1987. Cet album est réédité en mai 2000 chez Christian Renard. En 1987 également, il dessine L'I.C.D.I. au service des autres et de l'environnement, album de bande dessinée de trente-deux pages traitant du recyclage des déchets par l'intercommunale éponyme et publié sous le pseudonyme de J. Sear, sur un scénario et textes de Lucien Cariat pour Procultura,. Vers 1988, il compose aussi un Guide du jeune lecteur, fascicule destiné aux enfants dans les bibliothèques. Il sort l'album Carolo Trophy' et les voleurs du saphir avec Bernard Goethals pour Espace Conseil en 1990. En 1992, pour, il dessine BIP, bébé-inter-planétaire et sort l'album Bip à la découverte de l'hôpital, dont la mise en couleur est assurée par Béatrice Monnoyer pour la Fédération des Mutualités Socialistes de Charleroi,,. En 1994, il réalise Enfants aujourd'hui, adultes demain !, distribué gratuitement aux jeunes mères dans les maternités à l'instigation l'Office de la naissance et de l'enfance (ONE) publié par Willy Seron,. Entre ses multiples interventions dessinées pour la Ville, Jacques Raes insère aussi des illustrations dans El Bourdon d'Charlèwè. Il réalise l'adaptation en bande dessinée de Toine Culot, maïeur de Trignolles, une bande dessinée jeunesse, d'après l'œuvre d'Arthur Masson. Pour la presse carolorégienne, il anime deux personnages, Piedebich et Grobonas, rappelant ceux de La Folie des grandeurs dont l'action est contemporaine, parus sous forme de strips.

### En wallon
N'oublions pas les bandes dessinées dialecte en wallon, sur des textes de l'écrivain et ami Jean Goffart : en 1986, Lès aventures dès droles di zebes, en 1990, On cokea å solea et en 1999, Lès Aventûres di Ray-Hure, la première et la dernière étant éditées par le club de football du Sporting de Charleroi. En janvier 2000, il commence à animer graphiquement Coquia èyèt Mésse Coq (wa) sur un scénario de Jean-Luc Fauconnier dans èl bourdon.

### Bandes dessinées historiques
Il met en images l'histoire du 2e régiment de Chasseurs à Pied écrite par le Colonel honoraire Luc Chasseur — ancien chef de corps — et publiée en deux tomes par l'Amicale nationale des Chasseurs à pied en 2004 et 2008,. En 2017, il illustre le recueil Ça s’est passé à Trignolles, un siècle d’anecdotes sur Treignes, écrit par Maurice Colot et traduit en wallon par Philippe Antoine, édité par l'Espace Arthur Masson.

### Autres activités
Parallèlement, il a été dessinateur à la ville de Charleroi.

## Publications

### Albums de bande dessinée

#### Jess Long
- 8. L'Intimidation - K.O. pour l'éternité, Dupuis, coll. « Histoires peu ordinaires », Marcinelle, 3e trimestre 1983
Scénario : Maurice Tillieux, Jacques Raes - Dessin : Arthur Piroton - Couleurs : Vivianne - Studio Leonardo -  (ISBN 2-8001-0984-X) — réédition cartonnée en 1987  (ISBN 2-8001-1528-9).
- 11. Ses adieux à la scène - Double jeu, Dupuis, coll. « Histoires peu ordinaires », Marcinelle, avril 1986
Scénario : Maurice Tillieux, Raoul Cauvin, Arthur Piroton, Hervé Croze, Jacques Raes - Dessin : Arthur Piroton - Couleurs : quadrichromie -  (ISBN 2-8001-1376-6)
- 15. Channel Fist, Dupuis, coll. « Histoires peu ordinaires », Marcinelle, août 1990
Scénario : Arthur Piroton, Dom, Smit le Bénédicte, Jacques Raes - Dessin : Arthur Piroton - Couleurs : Studio Leonardo -  (ISBN 2-8001-1776-1)
- 20. L'Appel du loup, Dupuis, coll. « Histoires peu ordinaires », Marcinelle, juin 1995
Scénario : Arthur Piroton, Dom, Zidrou, Jacques Raes - Dessin : Arthur Piroton - Couleurs : Studio Leonardo -  (ISBN 2-8001-2204-8)

#### Charleroi, une ville aux carrefours de l'histoire
- Charleroi, une ville aux carrefours de l'histoire, Willy Seron, éditeur, Charleroi, 1987
Scénario : Bernard Parée, Pierre Burssens - Dessin : Jacques Raes - Couleurs : Annie SeronHistoire de Charleroi en B.D. produite par le département de l'information de la Ville de Charleroi. Réédition Christian Renard en 2000.

#### La Belle Histoire des Chasseurs à pied
- 1. De 1830 à 1918 : de l'indépendance de la Belgique à la fin de la Première Guerre[7], Amicale nationale des Chasseurs à pied, Charleroi, 2004
Scénario : Col. Luc Chasseur - Dessin : Jacques RaesTraduit en néerlandais sous le titre De mooie geschiedenis van de Jagers te Voet Deel 1 : van 1830 tot 1918, Lesaffre, 2007.
- 2. De 1918 à nos jours, Amicale nationale des Chasseurs à pied, Charleroi, 2008
Scénario : Col. Luc Chasseur - Dessin : Jacques RaesTraduit en néerlandais sous le titre De mooie geschiedenis van de Jagers te Voet Deel 2 : van 1918 tot op heden, Lesaffre, 2012[11].

### Bandes dessinées en wallon

#### Coquia èyèt Mésse Coq
- 1. Coquia èyèt Mésse Coq[12], Association littéraire wallonne de Charleroi, Charleroi, 2002
Scénario : Jean-Luc Fauconnier - Dessin et couleurs : Jacques Raes -  (ISBN 2-930364-04-1) — En wallon de Châtelet.
- 2. Tat'lèz mès colôs…[13], Association littéraire wallonne de Charleroi, Charleroi, 2007
Scénario : Jean-Luc Fauconnier - Dessin : Jacques Raes -  (ISBN 2-930364-30-0)
- 3. Ô twèsième côp, on vwèt lès mésses !, Association littéraire wallonne de Charleroi, Charleroi, 2013
Scénario : Jean-Luc Fauconnier - Dessin : Jacques Raes -  (ISBN 978-2-930364-64-3)
- 4. V' la l' quate[14], Association littéraire wallonne de Charleroi, Charleroi, 2020
Scénario : Jean-Luc Fauconnier - Dessin : Jacques Raes -  (ISBN 978-2-930364-94-0)

comme coloriste
- Fièsses pèléyes, El bourdon, Charleroi, 2024
Scénario : Émile Lempereur - Dessin : André-Pierre Masquelier - Couleurs : Jacques Raes -  (ISBN 978-2-931107-13-3)

### Illustration
- (wa) Jean-Luc Fauconnier (ill. Jacques Raes), Fôvètes : ène gosse di bièst'rîyes a môde d'haiku, Charleroi, Association littéraire wallonne de Charleroi, s.d., 40 p., ill. ; 22 cm (ISBN 978-2-930364-40-7)traduction en occitan par Pierrette Bérengier et Yves Gourgaud sous le titre Fabletouno, Charleroi, MicRomania, 2011  (ISBN 978-2-930364-53-7).

### Illustration de livres d'enfance et de jeunesse
- (wa) Philippe Decraux, Léon Hansenne, Pascal Héringer, Michel Robert, Michel Vanderplaetse et Jacques Raes (concepteur de pages couvertures) (préf. Michel Meurée), Pou lès dines èyèt lès tchots (pièces en wallon à destination des enfants), Charleroi, Èl Môjo dès Walons, 2023, 95 p., ill. ; 21 cm (ISBN 9782931107072).

### En revues et journaux

#### Jess LongdansSpirou
- Le Noël des amoureux[15], scénario ; Dessin : Arthur Piroton (2 planches), Spirou no 2121 en 1978
- L'Intimidation, Spirou nos 2290-2294 en 1982
- Double jeu, (11 planches), Spirou no 2403 en 1984
- Le Sang des autres, (10 planches), Spirou no 2488 en 1985.

#### DansTintin
- Platon, Torloche et Coquinette[16], gag no 37, scénario, Dessin : Renaud dans Tintin no 12 du 20 mars 1984.

#### Livres
: document utilisé comme source pour la rédaction de cet article.
- Jacques Fiérain, « Raes, Jacques : coloristes, critiques, dessinateurs, maquettistes et scénaristes d'origine ou d'adoption hainuyère », dans La B.D. en Hainaut, Jumet, IP Éditions, 2001, 191 p., ill. ; 21 cm (ISBN 2-930336-07-2 et 2960046455, OCLC 1009508985, présentation en ligne), p. 94, 136. .